# Lost Gardens of Heligan

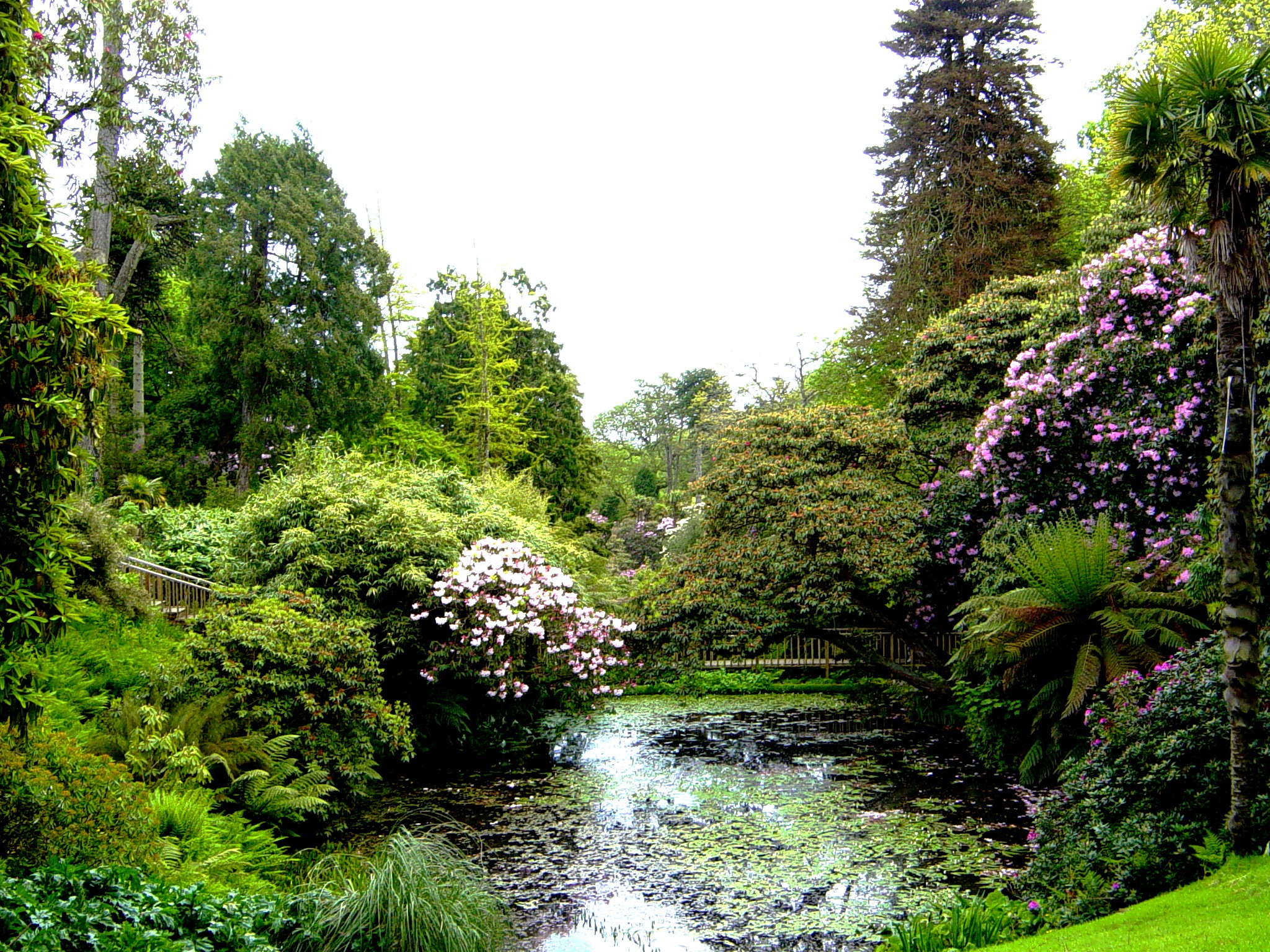
Cornovaglia (Inghilterra): The Jungle nei Lost Gardens of Heligan

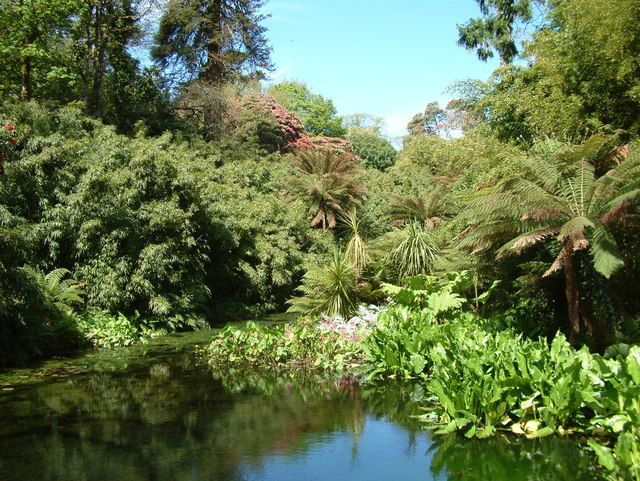
Altra immagine di The Jungle

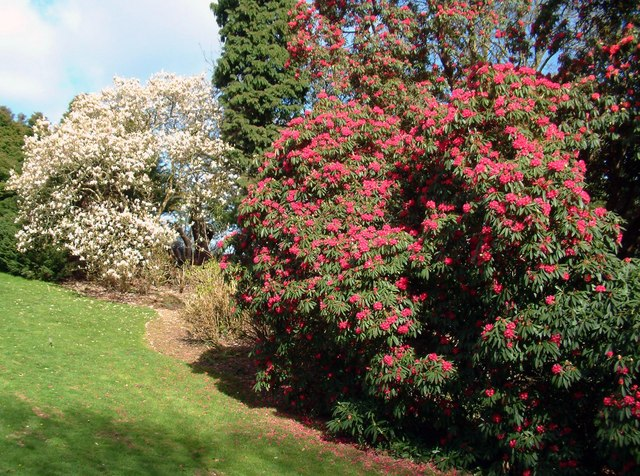
I Lost Gardens of Heligan in primavera

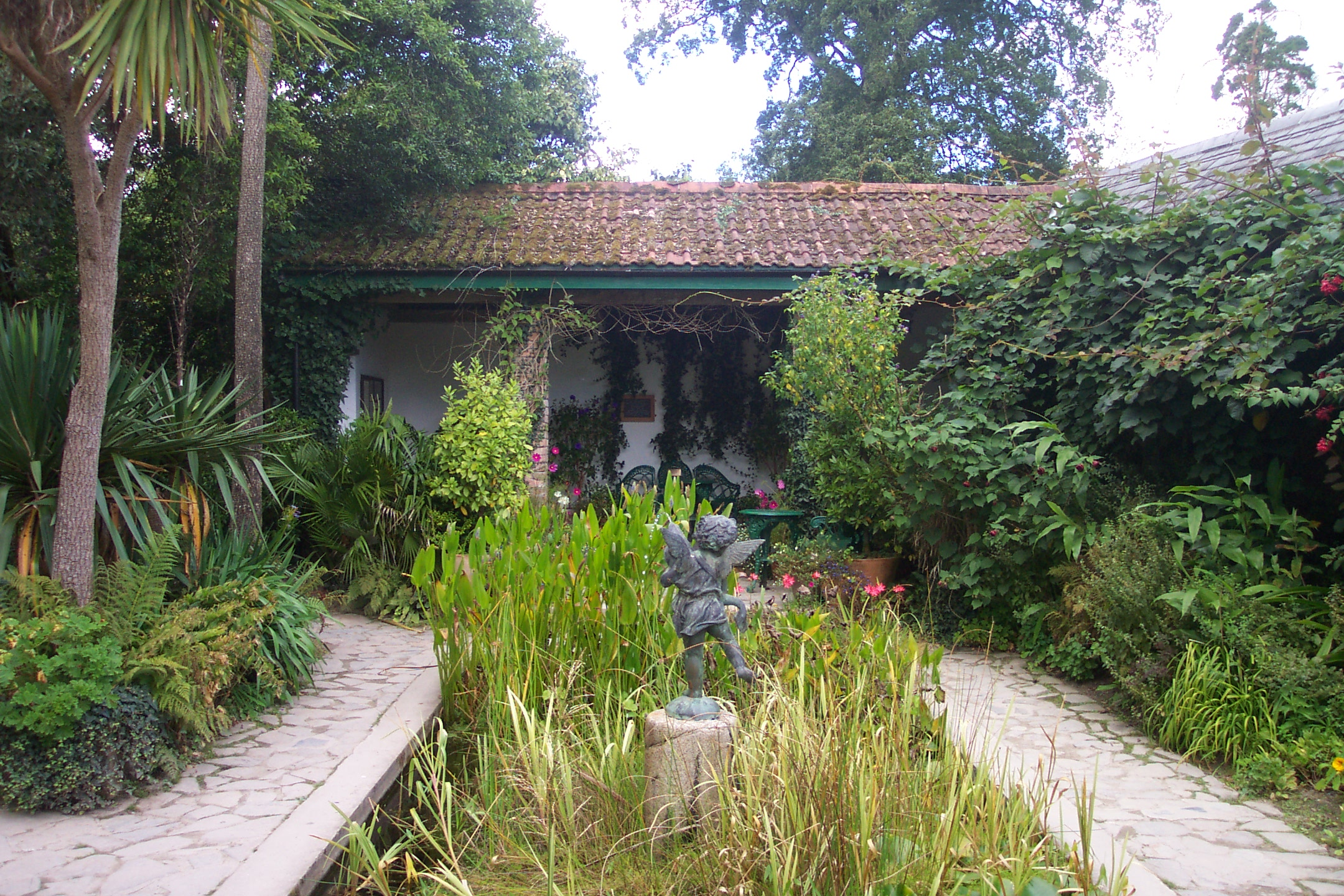
LItalian Garden

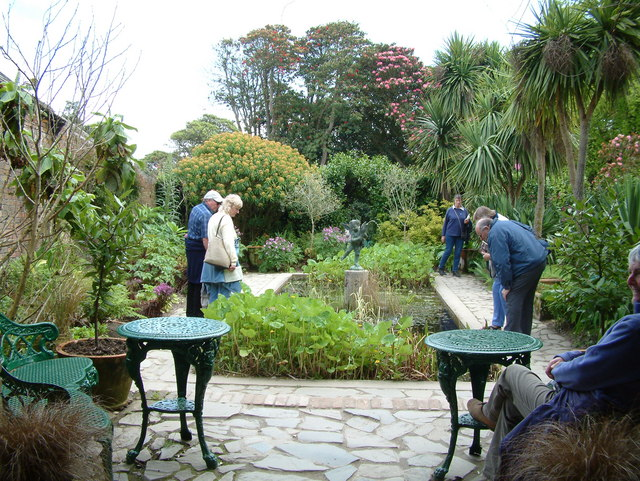
Visitatori allItalian Garden

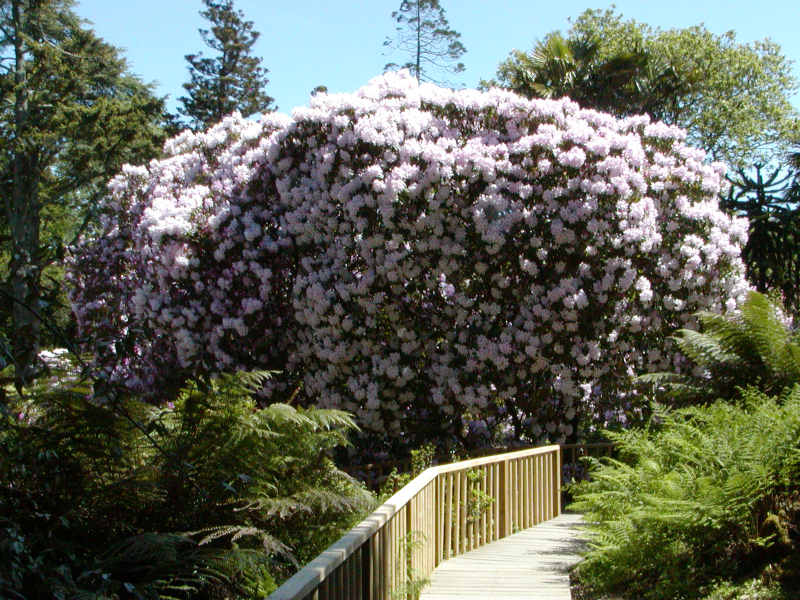
Rododendri nei Lost Gardens of Heligan

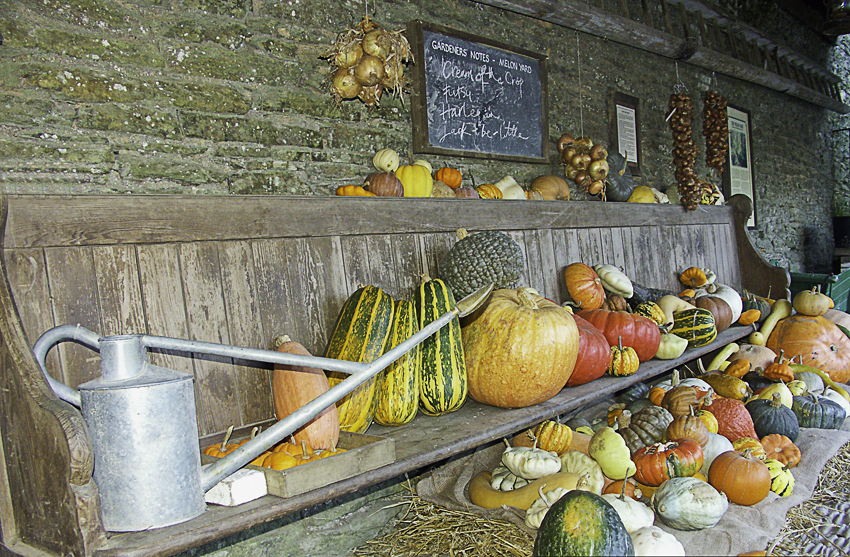
Verdure nei Lost Gardens of Heligan

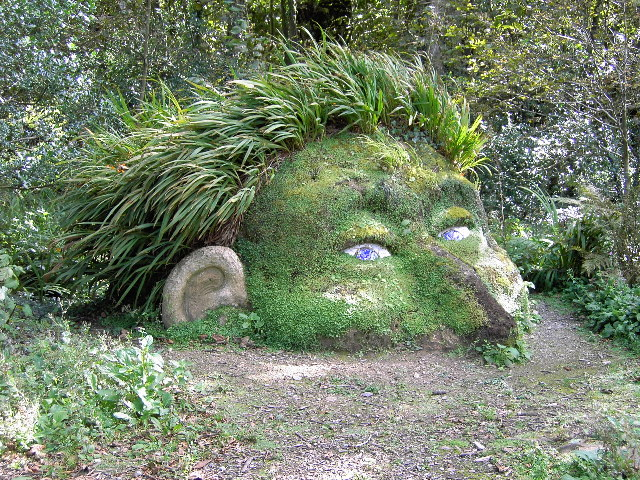
The Giant's Head

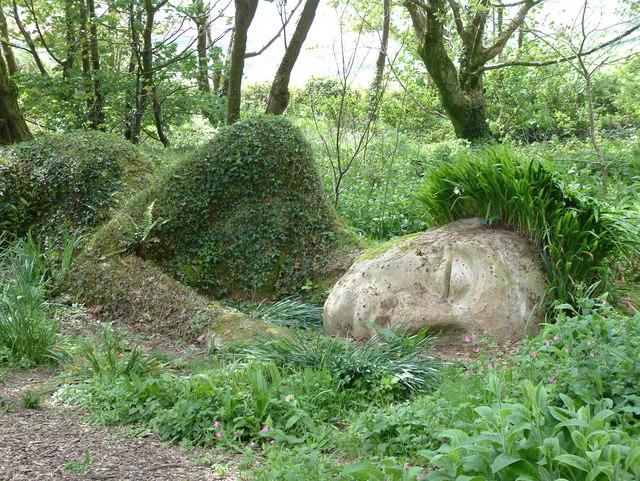
La Mud Maid

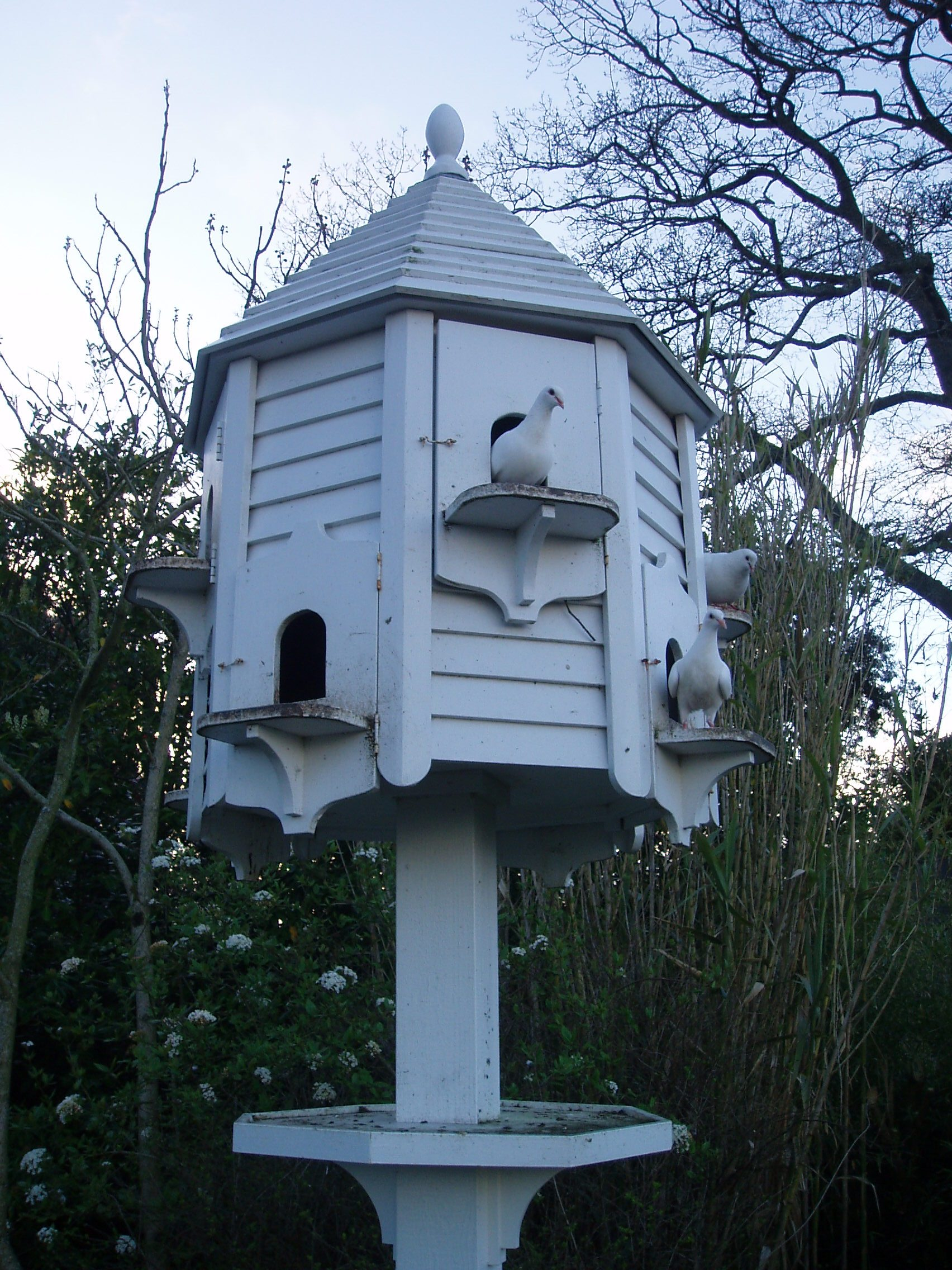
Lost Gardens of Heligan: La casetta della colomba

I Lost Gardens of Heligan ("Giardini perduti di Heligan") sono un complesso di giardini, approntati originariamente tra la fine del XVIII secolo e l'inizio del XX secolo nella tenuta di Heligan, antica residenza della famiglia Tremayne situata nel villaggio inglese di Pentewan (dintorni di Mevagissey), in Cornovaglia (Inghilterra sud-occidentale).

Considerati nel XIX secolo tra i più bei giardini della Gran Bretagna, caddero in rovina (da cui il nome) dopo la prima guerra mondiale, ma sono stati rivitalizzati e riportati agli antichi splendori nel corso degli anni novanta del XX secolo, grazie ai lavori guidati da Tim Smit, autore anche dell'Eden Project: si tratta del più grande progetto di restauro di giardini mai realizzato in Europa.

## Ubicazione
I giardini si trovano a circa 2,5 km da Mevagissey.

## Caratteristiche
I giardini si estendono in un'area di circa 80 acri.
Nel complesso si trovano giardini all'inglese, giardini all'italiana, giardini a terrazze e anche una "giungla".
Il complesso è diviso in varie sezioni, quali la Lost Valley ("Valle perduta"), la Jungle, il Productive Garden, i Pleasure Grounds, l'Italian Garden, ecc.
I giardini presentano una grande varietà di piante, che vanno dall'ananas al bambù, alle felci giganti australiane, ecc.

## Storia
La tenuta di Heligan fu realizzata nel 1603 da William Tremayne, la cui famiglia era proprietaria di circa 1.000 acri della zona.
I giardini furono creati intorno al 1780-1790 circa da Henry Hawkins Tremayne (1766-1829), curato a Lostwithiel, che ereditò la tenuta.
|  |

In seguito, John Hearle Tremayne (1829-1851) realizzò la lunga passeggiata che collegava la tenuta al villaggio di Pentewan, in origine costruita forse per permettere ai cavalli il trasporto del carbone da St Austell. Fu inoltre probabilmente colui che introdusse delle piante subtropicali, creando l'area nota ora come "The Jungle".
Con lo scoppio della prima guerra mondiale, però, i giardinieri che si occupavano della manutenzione della tenuta di Heligan furono chiamati alle armi e molti di loro morirono (dei 22 giardinieri, solo 6 tornarono a casa vivi).

Nel 1916, inoltre, la tenuta fu requisita dal Dipartimento di Guerra.
Dopo la prima guerra mondiale, morì anche l'ultimo erede maschio della famiglia Tremayne e la tenuta fu così venduta.
Per questi motivi, i giardini furono abbandonati e ben presto furono coperti da una folta boscaglia, che di fatto li cancellò.
Nel corso della seconda guerra mondiale, la tenuta fu utilizzata invece dall'esercito statunitense.
All'inizio degli anni novanta, il discografico Tim Smit, incaricato da un erede della tenuta, John Willis, visitò Heligan per la prima volta il 16 febbraio 1990 e, nella primavera del 1991, iniziò un lavoro da parte di molti giardinieri volontari, grazie ai quali il sito ha potuto essere recuperato e rivitalizzato.
L'anno seguente, i giardini furono aperti al pubblico.

## Punti d'interesse

### Pleasure Grounds
Questa sezione ospita giardini tipici di varie parti della terra e comprende vari padiglioni, stagni, ecc. Vi si trova anche una grotta di cristallo.

### Productive Garden
Nel Productive Garden si trovano 300 varietà di frutta e verdura.

### Italian Garden
L'Italian Garden ("Giardino all'italiana") fu il primo progetto realizzato durante il restauro.
Fu creato in origine allo scopo di "catturare" il sole di mezzogiorno e per questo motivo si chiamava in origine The Suntrap.

### The Jungle
Nella Jungle ("Giungla"), che si estende per circa 22 acri, si trovano palme, bambù e felci australiane.

### Lost Valley
La Lost Valley si estende in un'area di circa 30 acri.

### Sculture
Tra le sculture più famose e curiose all'interno dei Lost Gardens of Heligan, vi sono la Mud Maid ("La ragazza del fango") e The Giant's Head ("La testa del gigante"), realizzate da due persone del luogo Sue e Pete Hill.

Queste figure sono ispirate a due libri per bambini scritti da Sandra Horn ed illustrati da Karen Popham.
|  |